# William Holcombe
William Holcombe (Lambertville, 2 luglio 1804 – Stillwater, 5 settembre 1870) è stato un politico statunitense.
È stato un politico del Partito Democratico diventato nel 1858 vicegovernatore del Minnesota sotto il governatorato Sibley.